# Östliche Grille
Die Östliche Grille (Modicogryllus frontalis) ist eine Art der Echten Grillen und von Europa bis Zentralasien beheimatet. Sie wird manchmal auch als Steppengrille betitelt, dies ist aber irreführend, da mit der Steppengrille meist eine andere Art der Grillen gemeint ist. Im Englischen wird die Art als Eastern Stripe-headed Cricket bezeichnet.

## Merkmale
Die Körperlänge der Männchen beträgt 11–12 mm, die der Weibchen 12–13 mm. Der Legebohrer (Ovipositor) der Weibchen misst weitere 6–8 mm. Deshalb wird die Art in manchen Quellen mit Körperlängen von 16–21 mm angegeben. Der Habitus ist „grillentypisch“ und erinnert an andere Arten wie z. B. Melanogryllus desertus, Eugryllodes pipiens oder auch an das Heimchen oder die Waldgrille. Die Körperfarbe ist dunkelbraun bis schwarz. Aufgrund der feinen dichten Behaarung erhält der Körper einen leichten Schimmer. Der Kopf ist glänzend schwarz gefärbt und zwischen den Augen befindet sich ein scharf abgegrenztes helles Band. Auf dem Scheitel ist meist eine unregelmäßige helle Fleckung vorhanden, die zu einem Querband verbunden sein kann. Die Flügel können variabel sein. Oft sind die Tiere flügellos oder nur mit kurzen Vorderflügeln ausgestattet, die nur bis zur Mitte des Hinterleibs reichen, die Vorderflügel können aber auch voll entwickelt sein und das Hinterleibsende erreichen. An den Knickkanten sind die Flügel heller grau gefärbt. Die Hinterflügel sind meist reduziert, können aber auch voll entwickelt sein und die Vorderflügel dabei überragen. Tiere mit voll ausgebildeten Hinterflügeln sind dann auch flugfähig. Der Legebohrer ist gerade und an der Spitze lanzettförmig erweitert. Das Gehörorgan befindet sich nur auf der Außenseite der Tibien der Vorderbeine. Die Tibien der Hinterbeine sind kurz bedornt.

### Ähnliche Arten
Eine ähnliche Art ist Eumodicogryllus bordigalensis, die normalerweise deutlich heller ist, längere Flügel besitzt und auf dem Scheitel 2 bis 4 feine Längslinien aufweist. Auch das Heimchen (Acheta domesticus) sieht ähnlich aus, ist aber nie so dunkel und einheitlich gefärbt.

## Verbreitung und Lebensraum
Die Art lebt in West- und Mitteleuropa von Ost- und Südfrankreich (französische Mittelmeerküste sowie Nähe Colmar) über das südliche Deutschland und Österreich bis ins südliche Polen, Tschechien und Ungarn. Auf dem Balkan lebt die Art südlich bis in den Norden Bulgariens. Populationen weiter südlich, in Nordmakedonien, Griechenland oder Kleinasien gehören vermutlich zu Modicogryllus truncatus. Auf dem westlichen Balkan ist die Art beispielsweise aus Kroatien bekannt. In Osteuropa findet sich die Art von Litauen im Norden und Bulgarien im Süden bis in den europäischen Teil Russlands. Hier kommt die Art bis in den Kaukasus und östlich bis zum Ural und weiter südlich in die Mongolei vor. 2016 wurde die Art auch an der polnischen Ostseeküste nachgewiesen.
Die ausgesprochen wärmeliebende Art besiedelt überwiegend vegetationsarme Habitate wie Weinberge, Steinbrüche, Kiesgruben, sonnige Hänge oder sonnige Waldränder. Seltener findet man sie in Trocken- oder Halbtrockenrasen mit geringer Vegetationsentwicklung, offenen Bodenstellen oder Schuttfluren. Beliebt sind auch lückig bewachsene Ruderalflächen mit einem hohen Anteil von Schotter oder Steinen, die ein Hohlraumsystem bilden. In Österreich und Osteuropa wurde sie auch im Gleisschotter entlang von Bahnlinien beobachtet. In den kühleren Teilen ihres Verbreitungsgebietes bevorzugen die Tiere Süd- oder Südwesthanglagen.

## Lebensweise
Adulte Tiere können von April bis September, meist von Mai bis Juli, beobachtet werden. Die Eiablage erfolgt in den Boden, der Schlupf findet im gleichen Jahr statt. Die Larven finden sich schon ab dem Sommer. Die Überwinterung erfolgt meist in den letzten Larvenstadien oder auch als Imago. Die Art ist vorwiegend nachtaktiv. Während des Tages verweilen die Tiere meist in Erdspalten, unter Steinen, im Lückensystem von Schotter oder am Boden unter Gegenständen. Die Männchen erzeugen einen Rivalengesang, wenn sich andere Männchen in der Nähe befinden, oder einen Werbegesang, wenn sie auf Weibchen treffen.

## Gefährdung
Die IUCN listet die Art als ungefährdet (Least Concern ) mit einem abnehmenden Populationstrend. Dies liegt vor allem an den sicheren Vorkommen in Osteuropa und Asien – das Hauptverbreitungsgebiet der Art liegt in Ost- und Südosteuropa sowie in West- bis Zentralasien. In Deutschland ist die Art allerdings vom Aussterben bedroht  und nur aus wenigen Fundorten in Baden-Württemberg bekannt, beispielsweise aus Buggingen oder isoliert aus den Kocher-Jagst-Ebenen. Am Kaiserstuhl gilt die Art als ausgestorben. In Bayern gilt die Art ebenfalls seit Beginn des 20. Jahrhunderts als ausgestorben. Zuletzt wurde sie hier bei Regensburg gefunden. Durch Intensivierung des Weinanbaus oder anderer Landwirtschaftszweige oder Sukzession der Lebensräume ist die Art aber auch in anderen Gebieten, vor allem am Rande ihres Verbreitungsgebietes, selten geworden – so auch in Frankreich. In Österreich sind die Populationen stabiler, vor allem in der Südoststeiermark kommt die Art häufiger vor. Dennoch ist die Östliche Grille auch hier gefährdet. In Tschechien, Polen und Litauen sind ebenfalls nur wenige Vorkommen bekannt. Gerade in Polen sind viele ehemalige Populationen mittlerweile erloschen.

## Taxonomie
Die Art wurde 1844 von Franz Xaver Fieber unter dem Namen Gryllus frontalis erstbeschrieben. Weitere Synonyme der Art lauten:
- Acheta frontalis (Fieber, 1844)
- Acheta turanica (Bey-Bienko, 1933)
- Gryllulus frontalis Fieber, 1844
- Gryllus caudatus Singer, 1869
- Gryllus hermsdorfensis Zeller, 1856
- Gryllus pubescens Eversmann, 1859
- Gryllus turanicus Bey-Bienko, 1933